# Juan Darthés
Juan Rafael Pacífico (São Paulo, 28 de octubre de 1964) más conocido por el nombre artístico de Juan Darthés, es un actor y cantante de tango brasileño que realizó su carrera artística en Argentina. Fue condenado a 6 años de prisión por abuso sexual a la actriz Thelma Fardin.
Entre sus participaciones más destacadas en televisión se encuentran las tiras Sólo un hombre, Pasiones, Una voz en el teléfono, El precio del poder, Por siempre mujercitas, Gasoleros, Primicias, Ilusiones compartidas, 099 Central, Soy Gitano, Culpable de este amor, Se dice amor, Patito feo, Dulce amor, Camino al amor, Los ricos no piden permiso y Simona.

## Biografía
Nacido el 28 de octubre de 1964 en São Paulo, Brasil es hijo de la actriz Leyla Dartel (Leyla Dabul, actuó en varias películas argentinas y una coproducción germanoargentina, Cerro Guanaco, de los años 50) y del cantante de tangos y actor porteño Oscar Fuentes (Juan Pacífico, 1930-2014).
Pasó su infancia y juventud en Temperley, al sur del Gran Buenos Aires.
Es egresado de la Escuela Municipal de Arte Dramático de Buenos Aires.[cita requerida]
Su apellido artístico, Darthés, es una conjugación de los apellidos artísticos de su madre (Dartel) y de su padre (Fuentes).
Participó en numerosas tiras como: Por siempre mujercitas, Gasoleros, Primicias, Ilusiones compartidas, 099 central, Soy gitano, Culpable de este amor, Se dice amor, Patito feo, Dulce amor, Los ricos no piden permiso, entre otras.
Casado con María del Carmen Leone en 1994, son padres de dos hijos Juan Tomás Pacífico nacido en 1996 y Gian Franco Pacífico nacido en 2000.

## Denuncias
En 2017 fue acusado de acoso sexual sin denuncia penal por la actriz Calu Rivero durante el rodaje de la telenovela Dulce amor. Darthés se defendió de las acusaciones citando este comentario de Rivero en Twitter (2013): «Ya hace varios días dije que con Juan Darthés no pasó nada. No hubo acoso sexual. No quiero hablar más del tema». Las actrices Anita Coacci y Natalia Juncos se sumaron a las acusaciones mediáticas.
El Caso Fardín contra Darthés es como se conoce al proceso judicial en el que el 11 de diciembre de 2018, la actriz Thelma Fardín acompañada por el Colectivo Actrices Argentinas tras el lema «Mirá cómo nos ponemos» (en referencia a una frase que Darthés presuntamente le había dicho a Fardín), lo denunció públicamente de violacion agravada a través de una autograbación donde relató un incidente ocurrido en Nicaragua. Al mismo tiempo, junto a su abogada, Fardín formalizó una denuncia penal en la Fiscalía de Violencia de Género de Nicaragua el 4 de diciembre de 2018. De acuerdo al testimonio de Fardín incluido en la denuncia todo ocurrió el 17 de mayo de 2009, cuando tenía dieciséis años. Ambos actores integraban una gira del elenco por América Latina llamada Patito feo: El Show más lindo. La denuncia de Fardín ha tenido un gran impacto en la sociedad argentina. El juicio se inició en 2021 ante la justicia federal de San Pablo, pero en febrero de 2022 fue suspendido debido a que la Cámara de Apelaciones hizo lugar a una excepción de incompetencia opuesta por la defensa meses antes, sosteniendo que los tribunales federales no son competentes para intervenir en delitos de violación, correspondiendo que lo hagan los tribunales locales, siendo reanudado en octubre de 2022.
Fue absuelto en primera instancia el 13 de mayo de 2023. Thelma Fardin apeló. En una instancia superior, el 10 de junio de 2024, Darthés fue condenado a 6 años de prisión por abuso sexual a Thelma Fardin. Darthes apeló la sentencia que lo condenó, pero dicha apelación fue rechazada el 20 de marzo de 2025.

## Televisión
| Año       | Telenovela                 | Personaje                    |
| --------- | -------------------------- | ---------------------------- |
| 1984-1985 | La Viuda Blanca            | Juan                         |
| 1985-1986 | Sólo un hombre             | Alejandro "Aléx" Ponce       |
| 1988      | Pasiones                   | Luis "Luisín" Linares        |
| 1990-1991 | Una voz en el teléfono     | Daniel Torres                |
| 1992      | La elegida                 | Diego Martín Nevares         |
| 1992-1993 | El precio del poder        | Jorge Santini                |
| 1992-1995 | Alta comedia               | Ep: "Sin salida"             |
| 1993-1994 | Marco, el candidato        | Carlos Cassirone             |
| 1995-1996 | Por siempre mujercitas     | Eduardo Adler                |
| 1997      | Los hermanos Pérez Conde   | Juan Pérez Conde             |
| 1997      | Los herederos del poder    | Facundo Pérez Iraola         |
| 1998      | Te quiero, te quiero       | Tomás                        |
| 1998-1999 | Gasoleros                  | Pedro Fernández              |
| 1999      | Mamitas                    | Guillermo                    |
| 2000      | Primicias                  | Manuel Révora                |
| 2000-2001 | Ilusiones compartidas      | Mario Miranda                |
| 2002      | 099 Central                | Popeye                       |
|           | Tango, sólo tango          | Presentador                  |
| 2002-2003 | La esquina del abasto      | Anfitrión                    |
| 2003      | Soy Gitano                 | José Miguel "Josemi" Heredia |
| 2004      | Culpable de este amor      | Agustín Rivero               |
| 2005      | Botines                    | Ep: "Las mejicanas"          |
| 2005-2006 | Se dice amor               | Bautista Venegas             |
| 2007-2008 | Patito feo                 | Leandro Díaz Rivarola        |
| 2012-2013 | Dulce amor                 | Julián Giménez               |
| 2014      | Camino al amor             | Ángel Rossi (Colucci)        |
| 2016      | Los ricos no piden permiso | Antonio Villalba             |
| 2018      | Simona                     | Diego Guerrico               |

## Teatro
| Año         | Obra                                           | Director                  |
| ----------- | ---------------------------------------------- | ------------------------- |
| 1988 - 1989 | Discepolín                                     | Alberto Fernández de Rosa |
| 1991        | La inhundible Molly Brown                      | Juan Carlos Cuacci        |
| 1992        | El diluvio que viene                           | Mario Ciriglione          |
| 1995        | El beso de la mujer araña                      | Harold Prince             |
| 1998        | Nine                                           | Omar Cyrulnik             |
| 2001        | 50 y 50, Discépolo                             | Ismael "Paco" Hasse       |
| 2002        | Discépolo, esa mezcla milagrosa                | Ismael "Paco" Hasse       |
| 2007 - 2008 | Patito feo: La historia más linda en el Teatro | Jorge Montero             |
| 2010        | Arráncame la vida                              | Chico Novarro             |
| 2011        | Un amor de novela                              | Valeria Ambrosio          |
| 2013        | Amor porteño                                   | Diego Vila                |
| 2017        | Lo prohibido                                   | Diego Vila                |

## Cine
- 1987: La clínica del Dr. Cureta ... Doctor Liberty

## Discografía
- 1998: Soledades, de Epsa Music.
- 2000: A unos ojos.
- 2004: Así, de Sony Music Entertainment.
- 2009: Promesas de amor, de Epsa Music.
- 2010: Arráncame la vida.
- 2012: Canciones de amor y novelas.
- 2014: Ahora, de Warner Music.

Bandas sonoras
- 2007: Patito feo: La historia más linda.
- 2008: La vida es una fiesta.

## Premios y nominaciones
| Año  | Premios                        | Categoría                                        | Programa                   | Resultado |
| ---- | ------------------------------ | ------------------------------------------------ | -------------------------- | --------- |
| 1995 | Premios Martín Fierro          | Mejor actor de novela                            | Por siempre mujercitas     | Nominado  |
| 2002 | Premios Martín Fierro          | Mejor actor de reparto                           | 099 Central                | Nominado  |
| 2003 | Premios Martín Fierro          | Mejor actor protagonista de novela               | Soy gitano                 | Nominado  |
| 2004 | Premios Martín Fierro          | Mejor actor protagonista de novela               | Culpable de este amor      | Nominado  |
| 2011 | Premios Martín Fierro de cable | Mejor programa musical de tango                  | La esquina del Abasto      | Ganador   |
| 2013 | Premios Martín Fierro          | Mejor actor protagonista de ficción diaria       | Dulce amor                 | Nominado  |
| 2013 | Premios Martín Fierro de cable | Mejor programa musical de tango                  | Lo mejor de la esquina     | Nominado  |
| 2015 | Premios Martín Fierro de cable | Mejor programa musical de tango                  | La esquina del Abasto      | Ganador   |
| 2016 | Premios Martín Fierro          | Mejor actor protagonista de ficción diaria/drama | Los ricos no piden permiso | Ganador   |